# 伊拉斯謨計劃

伊拉斯謨計劃的標誌

伊拉斯謨計劃是歐洲聯盟在1987年成立的一個學生交換項目，2014年1月在它的基礎上創建了應用於歐盟現在所有教育、訓練及青年體育領域的交換計劃Erasmus+。其國際版為伊拉斯謨世界計劃。

## 歷史
此項目以荷蘭哲學家德西德里烏斯·伊拉斯謨之名命名，他以教條主義的反對者著稱，生前曾在歐洲各國遊歷以傳播知識、開闊視野。 此外，ERASMUS也是EuRopean Community Action Scheme for the Mobility of University Students（關於大學學生流動性的歐洲社區活動計劃）的縮寫。

### 1987年提案
在1987年6月正式採用伊拉斯謨計劃之前，歐盟委員會已經運作了相似的計劃六年。1986年委員會提出伊拉斯謨計劃方案，但成員國態度不一，英、法、德等有自己的交流計劃的國家對此表示反對。最終在1987年年初此方案廢棄。 但是歐洲學生協會督促法國總統弗朗索瓦·密特朗對此計劃進行財政支持，數月之後委員會與大部分成員國達成一致，6月開始在這些國家實施該計劃。隨後的歲月中成員國逐漸增多，到2007年，有數百萬的學生受益於此。

### 合併
該計劃曾在1994年和其他的獨立計劃一起合併入蘇格拉底計劃，1999年12月31日蘇格拉底計劃取消之後改為蘇格拉底第二計劃，之後又在2007年改為2007年至2013年終生學習計劃。

### 伊拉斯謨世界計劃
伊拉斯謨世界計劃是伊拉斯謨計劃的國際項目，目的是使歐洲教育國際化，伊拉斯謨計劃本身只接受歐洲大學生，但後者也接受世界上其他國家的大學生。

### 公民倡議
2012年5月9日，第一個歐洲公民倡議Fraternité 2020出現，該倡議的目的是自2014年起提高伊拉斯謨計劃等歐盟交換生計劃的預算，但此倡議因為沒有達到必須的100萬簽名（實際只有71,057份）而作廢。

### Erasmus+ 2014–2020
Erasmus+（2014-2020）是一個集所有教育、訓練及青年運動項目一體的交換計劃。 伊拉斯謨計劃和伊拉斯謨世界計劃也包括在其中。Erasmus+ 規章在2013年12月11日簽署。

## 擴展閱讀
- Benjamin Feyen/Ewa Krzaklewska (eds.): "The ERASMUS Phenomenon - Symbol of a New European Generation?" Peter Lang Publishing, 2013, ISBN 978-3-631-62719-8

## 外部連結
- Erasmus website of the European Commission（页面存档备份，存于）